# Бельгия на «Евровидении-1996»
Бельгия участвовала в сорок первом выпуске телевизионного конкурса Евровидение-1996, который проходил 18 мая в Спектруме Осло, Норвегия. Страну представляла фламандская певица Лиза дель Бо с песней Liefde is een kaartspel («Любовь — это карточная игра»), написанной Джоном Террой и Даниэлем Дитмаром. По итогам голосования она заняла 16-е место из 23, набрав 22 очка. Из-за плохого результата Бельгии пришлось пропустить конкурс 1997 года. Поэтому, Liefde is een kaartspel стала предшественницей бельгийской заявки на Евровидение-1998 Dis oui в исполнении Мелани Коль. Конкурс был показан фламандским вещателем VRT на канале VRT 1 с комментариями на голландском языке Мишеля Фолле и Йохана Верстрекена и валлонским вещателем RTBF на канале La Une с комментариями Жан-Пьера Готье и Сандры Ким. Бельгийским глашатаем была Анн Плёгартс.

## Предыстория
К моменту участия в конкурсе 1996 года Бельгия принимала участие в Евровидение 39 раз с момента своего дебюта как одна из семи оригинальных стран в первом выпуске 1956 года. За это время страна выигрывала конкурс лишь однажды: в 1986 году с песней J'aime la vie в исполнении Сандры Ким. Бельгия также организовывала Евровидение однажды: в 1987 году во Дворце Столетия в Брюсселе. Страна пропускала конкурс в 1994 году по причине плохого результата годом ранее. На Евровидение-1995 композиция Le voix est libre в исполнении Фредерика Этерлинка заняла лишь 20-е место, набрав только 8 очков.
Между двумя региональными телекомпаниями RTBF в Валлонии и VRT во Фландрии имеется жребий, согласно которому они по очереди отвечают за организацию выбора бельгийской заявки. До пропуска конкурса 1994 года RTBF отвечало по чётным годам, а VRT — по нечётным. В 1995 году очерёдность поменялась. Фламандский вещатель использовал как внутренний отбор, так и национальный финал. В конце 1995 года VRT объявило, что заявка на участие в Евровидение-1996 будет определена путём национального финала, как это уже случалось в 1993 году, когда вещатель в последний раз занимался отбором заявки.

## До «Евровидения»

### De gouden zeemeermin
De gouden zeemeermin («Золотая русалка») был форматом национального финала, организованного VRT для выбора заявки Бельгии на Евровидение-1996. Он состоялся 9 марта 1996 года в казино Кнокке. Ведущими были Мишель Фолле и Александра Потвин. Финалу предшествовала серия четырёх полуфиналов, в котором принимало участие сорок песен, поступивших VRT и которая длилась с 3 по 24 февраля 1996 года. Двенадцать песен, прошедших через четыре полуфинала, были представлены в финале. Победитель определялся посредством комбинации голосов от пяти региональных жюри (5 %), жюри прессы (25 %) и музыкальных экспертов (50 %). Все члены жюри, исключая представителей прессы, поставили на первое место Лизу дель Бо, которая и была объявлена победителем.
| Порядковый номер | Исполнитель   | Название песни             | Очки | Место |
| ---------------- | ------------- | -------------------------- | ---- | ----- |
| 1                | Лиза дель Бо  | Liefde is een kaartspel    | 215  | 1     |
| 2                | Патрик Алесси | Een andere wereld          | 73   | 11    |
| 3                | Челси         | Kijk me aan                | 128  | 8     |
| 4                | Виллем Ревен  | Zo voel ik vandaag         | 119  | 9     |
| 5                | Надя          | Morgen komt de lente       | 135  | 7     |
| 6                | Петер ван Лет | Er is iets                 | 143  | 4     |
| 7                | Сабина Тильс  | Nooit meer alleen          | 139  | 6     |
| 8                | Доран         | Jij alleen                 | 37   | 12    |
| 9                | Гарри Хаггер  | Dat ik van je hou          | 141  | 5     |
| 10               | Splinter      | Ik laat je nooit meer gaan | 189  | 2     |
| 11               | Энцо          | Mooi                       | 151  | 3     |
| 12               | Марио Казелли | Mademoiselle               | 90   | 10    |

### Аудиоквалификация
В начале 1996 года было анонсировано, что Европейским вещательным союзом введено новое правило о квалификации стран-участниц. Все желающие принять участие на Евровидение-1996 должны были разослать через членов жюри аудиокассеты с записанными песнями. Всего поступило 29 кассет, а жюри должно было определить 22 из них на участие в финальном концерте в Осло. От рассылки своей заявки была освобождена Норвегия, как принимающая Евровидение-1996 страна. Данный аудиоотбор проходил 20-21 марта 1996 года и не имел трансляции по радио и/или ТВ. По итогам прослушивания Бельгия заняла 12-е место, набрав 45 очков и, тем самым, выйти в финал конкурса. 12 очков бельгийское жюри присудило Швеции. Бельгия и Россия во время аудиоотбора не присудили друг другу ни одного очка.

## На «Евровидении»
В Осло Лиза дель Бо выступила под номером 16, между Нидерландами и Ирландией. В конце голосования она заняла 16-е место из 23, набрав 22 очка, включая максимальные 12 очков от Испании. Данный результат Бельгия разделила со Швейцарией. Однако из-за введения новой системы квалификации стран-участниц для конкурса 1997 года, Бельгия была понижена до статуса «пассивного участника», во второй раз оказавшись за бортом Евровидения. 12 очков бельгийское жюри присудило Великобритании. Дирижёром оркестра во время исполнения бельгийской песни был Боб Портер.
По состоянию на 2023 год, Liefde is een kaartspel является последней заявкой от Бельгии на Евровидение, сочинённой и исполненной на голландском языке.

### Голосование

#### Аудиоквалификационный раунд
| Очки      | Страна                     |
| --------- | -------------------------- |
| 12 баллов |                            |
| 10 баллов |                            |
| 8 баллов  | Испания                    |
| 7 баллов  | Великобритания             |
| 6 баллов  | - Израиль Португалия       |
| 5 баллов  |                            |
| 4 балла   | - Ирландия ПольшаФинляндия |
| 3 балла   |                            |
| 2 балла   | - Норвегия РумынияТурция   |
| 1 балл    |                            |

| Очки      | Страна         |
| --------- | -------------- |
| 12 баллов | Швеция         |
| 10 баллов | Мальта         |
| 8 баллов  | Ирландия       |
| 7 баллов  | Великобритания |
| 6 баллов  | Португалия     |
| 5 баллов  | Эстония        |
| 4 балла   | Нидерланды     |
| 3 балла   | Швейцария      |
| 2 балла   | Словения       |
| 1 балл    | Австрия        |